# Jaskinia w Wąwozie Sobczańskim Dolna
Jaskinia w Wąwozie Sobczańskim Dolna – jaskinia w polskich Pieninach. Wejście do niej znajduje się w Masywie Trzech Koron, 20 metrów nad dnem Wąwozu Sopczańskiego, na wysokości 625 m n.p.m. Jaskinia jest pozioma, a jej długość wynosi 8 metrów. Znajduje się na obszarze Pienińskiego Parku Narodowego, poza szlakami turystycznymi.

## Opis jaskini
Jaskinią jest poziomy, szeroki korytarz zaczynający się w dużym otworze wejściowym, a kończący namuliskiem.

## Przyroda
W jaskini brak jest nacieków. Zamieszkują ją prawdopodobnie nietoperze. Ściany są suche, rosną na nich mchy, porosty, zielenice i paprocie.

## Historia odkryć
Jaskinia była prawdopodobnie znana od dawna. Jej pierwszy plan i opis sporządził Kazimierz Kowalski w 1953 roku.